# Gyllenhaleus feae
Gyllenhaleus feae es una especie de insecto coleóptero de la familia Chrysomelidae.
Fue descrita científicamente en 1904 por Gestro.